# Toldi Miklós-érdemérem
A Toldi Miklós-érdemérem 1936. június 25-én Horthy Miklós kormányzó által a vallás- és közoktatásügyi miniszter előterjesztésére alapított kitüntetés. Azok a polgári személyek, illetve a magyar királyi honvédelmi miniszter előterjesztésére azok a katonák kaphatták, akik a sportolásban kimagasló eredményeket értek el, és ezzel kitüntetésre méltóknak bizonyultak.
A Toldi Miklós-érdemérem a magyar királyi külügyminiszter előterjesztésére a magyar királyi vallás- és közoktatásügyi miniszter, illetve a magyar királyi honvédelmi miniszter hozzájárulásával oly külföldieknek is adományozható, akik a magyar sport és testnevelés körül érdemeket szereztek.
Első alkalommal az 1936. évi nyári olimpiai játékokon elért eredményeket jutalmazták vele.

## Leírása
A Toldi Miklós-érdemérem mellső lapján dombornyomásban a farkasokkal viaskodó Toldi Miklós eszményesített alakja látható „Toldi Miklós” körirattal, hátlapján babérkoszorúba állított kettőskereszt a hármas halmon „Magyar erényekért” felirattal. A kitüntetést zsákodi Csiszér János szobrászművész tervezte.
Az arany érdemérem 35 mm átmérőjű ezüstből készült, tűzben aranyozott érem.
Az ezüst érdemérem 32,5 mm átmérőjű ezüstből készült érem.
A bronz érdemérem 32,5 mm átmérőjű bronzból készült érem.
Volt miniatűr változata is.

## Adományozása
1935 és 1945 között 111 érmet adományoztak.
A 111 adományozott darab megoszlása: 32 db arany, 44 db ezüst, 5 db újbóli ezüst és 30 db bronz fokozat.
Ezüst fokozatból 5 alkalommal történt másodszori adományozás.
9 alkalommal kapta meg külföldi (mind német).
Nők 19 alkalommal lettek kitüntetve ezzel a kitüntetéssel.
- vízilabda: 11 db arany, 7 db bronz
- vívás (tőrvívás, kardvívás, párbajtőr): 5 db arany, 14 db ezüst, 3 db újbóli ezüst, 7 db bronz
- birkózás: 3 db arany, 1 db ezüst, 3 db bronz
- céllövészet: 2 db arany, 5 db ezüst, 2 db bronz
- úszás: 1 db arany, 3 db ezüst, 2 db újbóli ezüst, 2 db bronz
- ökölvívás: 1 db arany, 2 db ezüst
- magasugrás: 1 db arany
- ötpróba: 1 db arany
- torna: 8 db ezüst, 1 db bronz
- lovassport: 2 db ezüst
- futás: 2 db ezüst
- tenisz: 1 db ezüst, 1 db bronz
- műkorcsolya: 1 db ezüst
- vitorlázórepülés: 1 db ezüst
- vitorlázás (hajó): 1 db ezüst
- galamblövészet: 1 db ezüst
- öttusa: 2 db bronz
- evezés: 2 db bronz
- jégkorong: 1 db bronz
- általános, sportágakhoz nem kötődő sportérdemekért: 2 db bronz

A németeknek adományozott 7 db arany, és 2 db ezüstérmet mind sportvezetők kapták.